# فلوئورید آهن (III)
فلوئورید آهن (III) (به انگلیسی: Iron(III) fluoride) با فرمول شیمیایی FeF۳ یک ترکیب شیمیایی با شناسه پاب‌کم ۲۴۵۵۲ است. که جرم مولی آن ۱۱۲٫۸۴۰ g/mol می‌باشد. شکل ظاهری این ترکیب، pale بلورهای سبز است.